# Prezza
Prezza é uma comuna italiana da região dos Abruzos, província de Áquila, com cerca de 1 092 habitantes. Estende-se por uma área de 19 km², tendo uma densidade populacional de 57 hab/km². Faz fronteira com Anversa degli Abruzzi, Bugnara, Cocullo, Goriano Sicoli, Pratola Peligna, Raiano, Sulmona.

## Demografia
| Variação demográfica do município entre 1861 e 2011                               |
|                                                                                   |
| Fonte: Istituto Nazionale di Statistica (ISTAT) - Elaboração gráfica da Wikipedia |